# Vierter Hugenottenkrieg
Der Vierte Hugenottenkrieg (1572–1573) folgte unmittelbar dem Massaker an den französischen Protestanten, den Hugenotten, in der sogenannten Bartholomäusnacht. Die führerlosen Hugenotten wurden auf La Rochelle, Nîmes und Montauban in Südfrankreich zurückgedrängt und waren danach in Nordfrankreich bedeutungslos. 

## Situation zwischen den Kriegen
Die Bartholomäusnacht war der Höhepunkt einer Eskalation, die schon früher begonnen hatte. Für die Hugenotten waren die Bestimmungen des Friedensvertrags von 1570 recht günstig – vor allem, wenn man bedenkt, dass sie mehrere Niederlagen erlitten hatten. Das mutmaßlich von katholischen Honoratioren und Geistlichen angestiftete Massaker an den Protestanten in Orange (Februar 1571) zeigte, dass die Krone nicht imstande war, die Sicherheit ihrer protestantischen Untertanen zu gewährleisten. Es war für die Justiz angesichts der feindseligen Stimmung in der Bevölkerung schwierig, die Verantwortlichen des Massakers zur Rechenschaft zu ziehen.
In Paris wurde das Gastine-Kreuz zum Symbol des Religionskonflikts. Man hatte das hölzerne Kreuz an der Stelle eines Hauses errichtet, das ein hingerichteter Hugenotte, Philippe Gastine, bewohnt hatte. Der König ließ das Kreuz entfernen; monatelange Unruhen der katholischen Bevölkerung waren die Folge, die sich im Dezember 1571 wieder gegen Hugenotten und ihre Wohnungen richteten. Der Friedensprozess stand vor dem Scheitern, und die Regentin Katharina von Medici förderte die Heiratspläne zwischen der Schwester des Königs, Margarete von Valois, und dem Protestanten Heinrich von Navarra, weil diese Ehe 1572 eine Art letzte Chance für den Frieden darstellte.

## Die Bartholomäusnacht

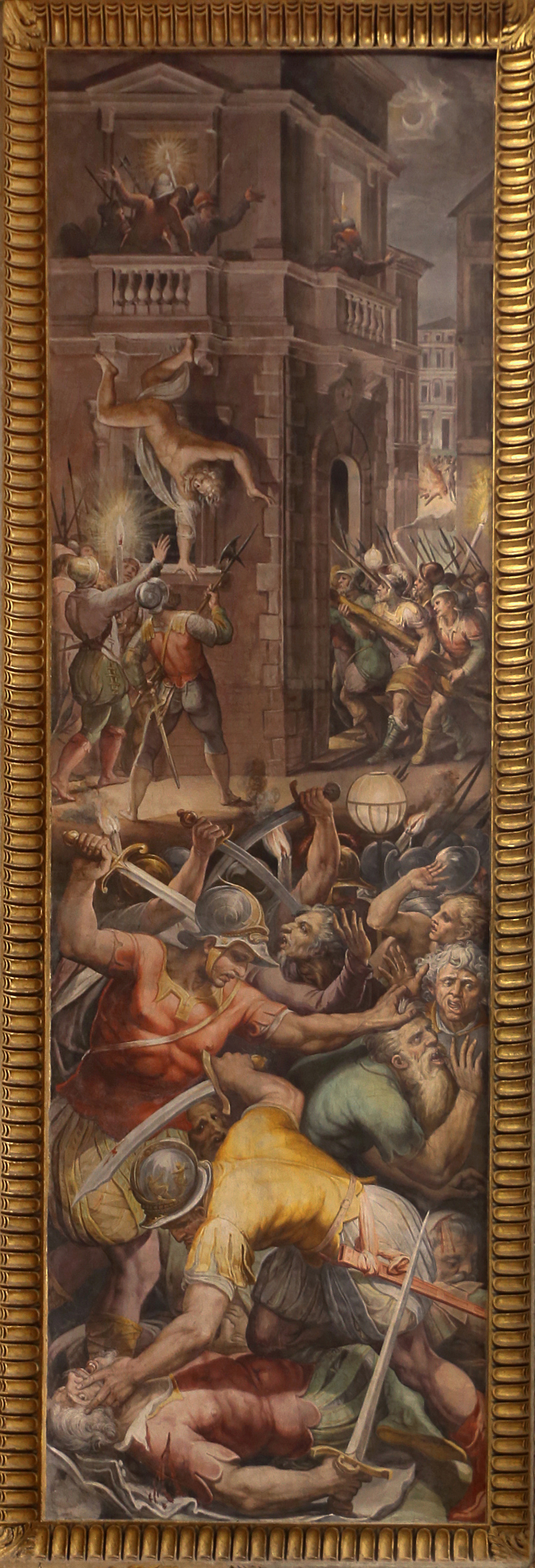
Szene der Bartholomäusnacht, im Hintergrund wird der Leichnam Colignys aus dem Fenster gestürzt (Giorgio Vasari und Werkstatt, Sala Regia im Apostolischen Palast des Vatikans)

In der Phase vor Beginn des Vierten Hugenottenkrieges gewann Gaspard II. de Coligny im Rat des französischen Königs Karl IX. immer größeren Einfluss. Coligny strebte an, den Krieg gegen Spanien wieder aufzunehmen, und konnte den jungen König dafür begeistern. Im Staatsrat wurden die Kriegspläne abgelehnt, und Coligny akzeptierte dies nicht. Mit Drohungen, politischer Erpressung und Gehorsamsverweigerung steuerte er auf die Alternative Spanischer Krieg oder Bürgerkrieg zu.
Anlässlich der Hochzeit des jungen Protestanten Heinrich von Navarra, des späteren Heinrich IV., mit der katholischen Königsschwester Margarete von Valois, waren zahlreiche protestantische Adlige in Paris versammelt. Am 18. August fand die Hochzeit statt. Am 22. August wurde ein Attentat auf Coligny verübt, dessen Auftraggeber unbekannt blieben. 
Am Abend des 23. fiel im königlichen Rat der Beschluss, Coligny und eine Reihe führender Protestanten zu ermorden. In der Nacht vom 23. auf den 24. August führten königliche Soldaten den Mordbefehl aus. Die Mordaktion weitete sich jedoch aus. Die Hugenotten wurden Opfer eines Massakers, das von Paris auf weitere Städte übergriff, sowie die Nachricht von den Ereignissen in Paris diese erreichte. Die Pogrome setzten sich mancherorts bis Anfang Oktober fort. 
In der Bartholomäusnacht wurde der protestantische Hochadel ermordet, mit Ausnahme der Mitglieder des Hauses Bourbon, die gefangen genommen wurden. Dieser hatte aber loyal zum Königtum gestanden. Die Führung der Hugenotten ging nun an den Landadel und die Pastorenschaft über, die vergleichsweise radikaler dachten. Die Aristokraten, die bei Kriegsbeginn die Verteidigung organisierten, waren Géraud de Lomagne im Rouergue,
Antoine Escalin des Aimars, im Castrais und Albigeois, Jean de Saint-Chamond (ehemals Erzbischof von Aix-en-Provence) im Vivarais, den Cevennen und im unteren Languedoc.

## Belagerung von La Rochelle

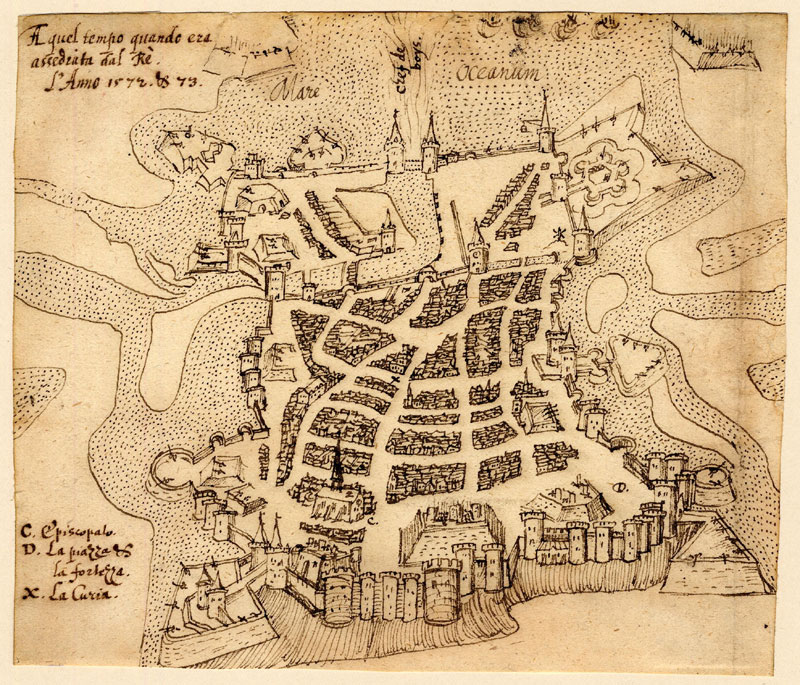
Ansicht von La Rochelle 1572/73, anonyme Federzeichnung (Universitätsbibliothek Salzburg, H 16)

In den Orten, die die Hugenotten gemäß dem Frieden von Saint-Germain kontrollierten, war es nach der Bartholomäusnacht ruhig geblieben. Zahlreiche Überlebende der Massaker flohen dorthin. Nach La Rochelle kamen einige Aristokraten, aber mehr als 50 Pastoren und 1500 Soldaten; diese hohe Zahl von Geistlichen und Militärs radikalisierte die Einwohnerschaft, so Jan-Friedrich Mißfelder. Unverzüglich wurden Vorbereitungen für eine Belagerung getroffen, Vorräte und Waffen eingelagert. Eine Gesandtschaft reiste auf dem Seeweg nach England, um Elisabeth I. um Unterstützung zu bitten. Der König forderte die Stadt brieflich auf, den Gouverneur Armand de Gontaut, seigneur de Biron und eine Garnison aufzunehmen. La Rochelle verweigerte dies, da man das Beispiel von Castres vor Augen hatte. Dieser hugenottische Stützpunkt hatte einem königlichen Gouverneur und seinen Soldaten die Tore geöffnet, die anschließend die Einwohner ermordeten. Karl IX. entsandte François de La Noue, einen königlichen Militär reformierter Konfession, um in La Rochelle für die Aufnahme der Garnison zu werben. La Noue wechselte aber die Seiten und organisierte ab November 1572 die Verteidigung von La Rochelle.
Karl IX. beauftragte Biron im Dezember 1572 mit der Belagerung von La Rochelle; diese machte aber aus Sicht der Königlichen kaum Fortschritte. Bis Februar 1573 war es Biron nicht gelungen, die Versorgung der Festung mit Nachschub, vor allem auf dem Seeweg, zu unterbinden. Anschließend übernahm Heinrich von Anjou das Kommando der königlichen Truppen. Als Gründe für die Erfolglosigkeit der Belagerer nennt Mißfelder Disziplinlosigkeit, schlechte Ausrüstung und Rivalitäten unter den zahlreichen Aristokraten. Die Verluste gerade unter den Offizieren waren ungewöhnlich hoch. Von den 155 Offizieren im königlichen Lager fielen 66 während der Belagerung und 47 wurden verwundet.

## Edikt von Boulogne
Nachdem der Befehlshaber der Belagerungstruppen im Mai 1573 zum polnischen König gewählt worden war, kam es zu Friedensverhandlungen und am 25. Juni zum Friedensschluss, den der König mit dem Edikt von Boulogne 1573 bestätigte. Die Belagerung von Sancerre an der Loire, die für die Hugenotten weit ungünstiger verlief, zog sich allerdings noch bis zum 19. August hin. Die Verhältnisse in der belagerten Stadt, wo es aus Hunger auch zu Fällen von Kannibalismus kam, schilderte Jean de Léry. Im Edikt wurden den Hugenotten zwar Amnestie und Gewissensfreiheit zugestanden, öffentlich durften sie aber ihre Gottesdienste nur noch in La Rochelle, Nîmes und Montauban (sowie später auch in Sancerre) abhalten. Die Bedeutung der befestigten Städte für die Hugenotten war durch den Kriegsverlauf unterstrichen worden. Die Festung La Rochelle hatte an militärischem, politischem und ideologischem Prestige gewonnen.